# Доротея Българска
Доротея Срацимир или Дорослава е българска принцеса, баниса и кралица на Босна, съпруга на първия общосръбски крал и бан на Босна Стефан Твърдко I Котроманич.

## Произход
Тя е дъщеря на цар Иван Срацимир и Анна Басараб, дъщерята на влашкия войвода Никола Александър Басараб. Сестра е на Константин II Асен, последен владетел на Видинското царство. По линия на баща си принадлежи към българската царска династия Шишман и е внучка на цар Йоан Александър. По линия на майка си принадлежи към влашката династия Басараб. Тя е племенница на влашките войводи Йоан Радул I и Йоан Владислав I.

## Биография
Израства във Видин, в двора на Иван Срацимир. През 1365 – 1369 г. Видинското царство е окупирано от Кралство Унгария. По нареждане на унгарския крал Лайош I Доротея, нейните родители и сестра ѝ са отведени в плен. Царското семейство е държано в замъка Хумник в Хърватия. Мавро Орбини съобщава, че Доротея не се завръща във Видин, а остава като заложница в унгарския двор, където става придворна дама на унгарската кралица Елизабета Котроманич. По-късно кралицата урежда брака ѝ с босненския бан Твърдко I Котроманич, който е неин родственик. Сватбата се състои на 8 декември 1374 г. в Унгария. Така Доротея получава титлата баниса на Босна. През 1377 г. съпругът ѝ е коронован в Милешево над гроба на Свети Сава за общосръбски и босненски крал и Доротея става първата кралица на Босна и сръбските земи. Доротея, като съпруга на босненския владетел, през графската фамилия Цили и династията на Хабсбургите става известна личност във висшата западноевропейска аристокрация. 
Умира около 1390 г. 

## Потомство
Счита се, че тя е майка на крал Твърдко II Котроманич. Според Мавро Орбини обаче той е извънбрачно дете от връзката на Твърдко с босненска благородничка на име Вукосава.
През XIX век хърватският историк и писател професор Векослав Клаич аргументира своята теза, че Доротея е майка на Твърдко II, цитирайки една харта на Твърдко I, издадена през 1382 г. до Дубровнишката република, в която босненският крал споменава Доротея и свой неназован по име син. Ако действително този син е Твърдко II, то неговото раждане трябва да е било между 1375 г. (имайки предвид, че Твърдко I и княгиня Доротея се женят през декември 1374 г.) и датата на написване на хартата през 1382 г.